# Болгарія на літніх Олімпійських іграх 1964
Болгарія брала участь у літніх Олімпійських іграх 1964 складом з 63 спортсменів у 9 видах спорту, здобула 10 медалей.

## Медалісти

### Золото
- Греко-римська боротьба, чоловіки — Боян Радев
- Боротьба, чоловіки — Єньо Вилчев
- Боротьба, чоловіки — Продан Гарджев

### Срібло
- Стрільба, чоловіки, 50-метрів — Величко Христов
- Греко-римська боротьба, чоловіки — Ангел Керезов
- Греко-римська боротьба, чоловіки — Кирил Тодоров
- Боротьба, Чоловіки — Лютві Ахмедов
- Боротьба, Чоловіки — Станхо Іванов

## Бронза
- Боротьба, Чоловіки — Саїд Мустафов
- Бокс, чоловіки — Алекандр Ніколов